# 高宮宿

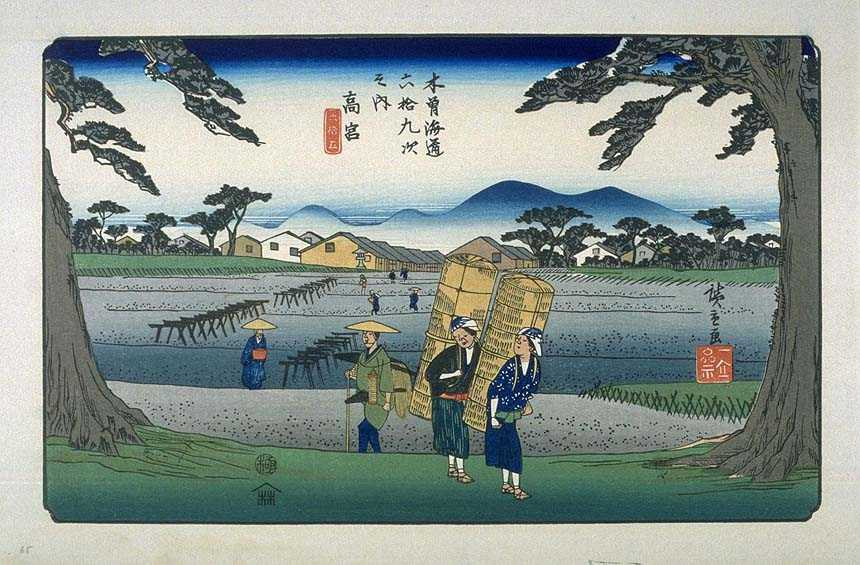
『木曽海道六十九次之内 高宮』

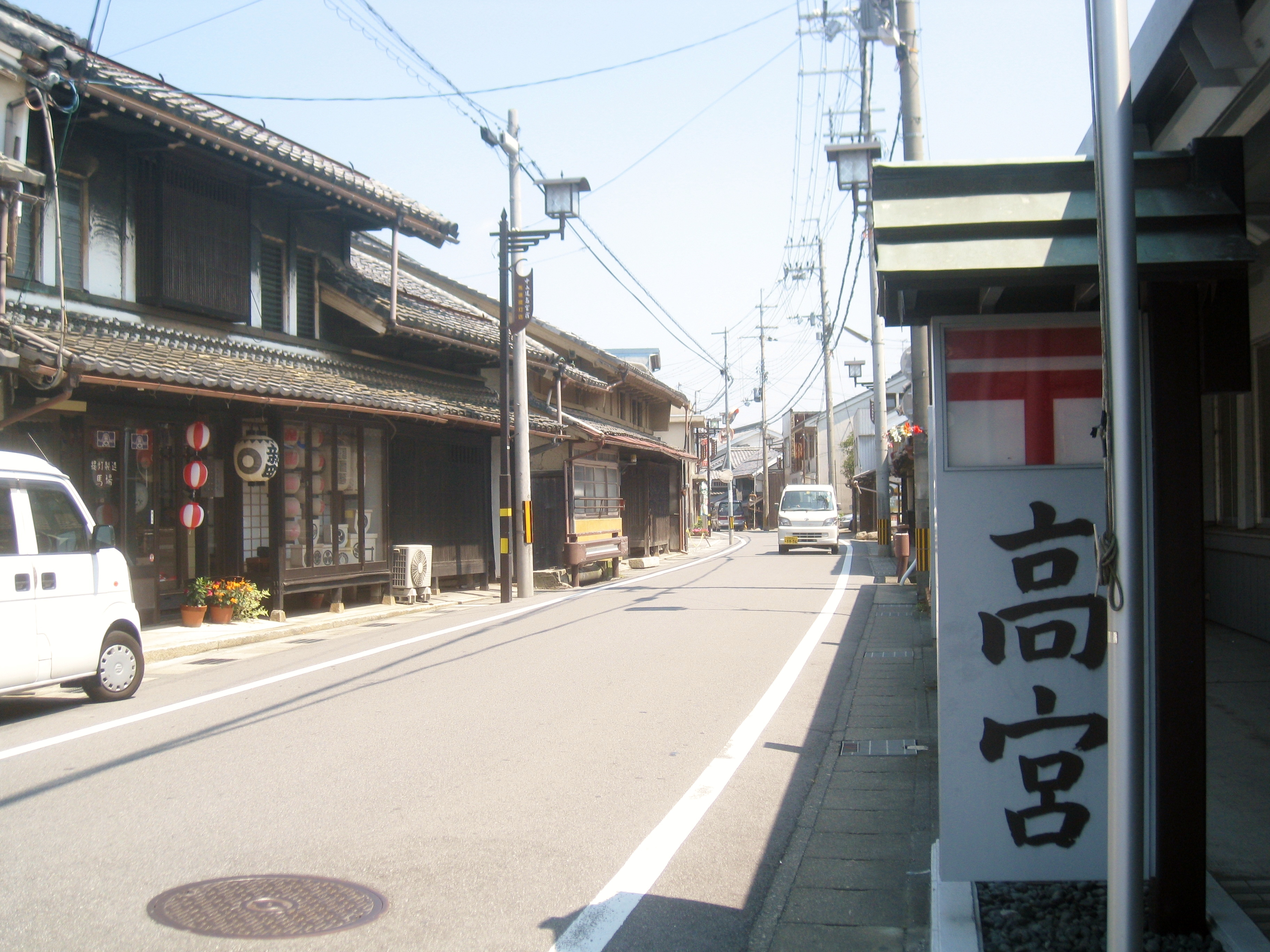
現在の高宮宿。高宮郵便局前。

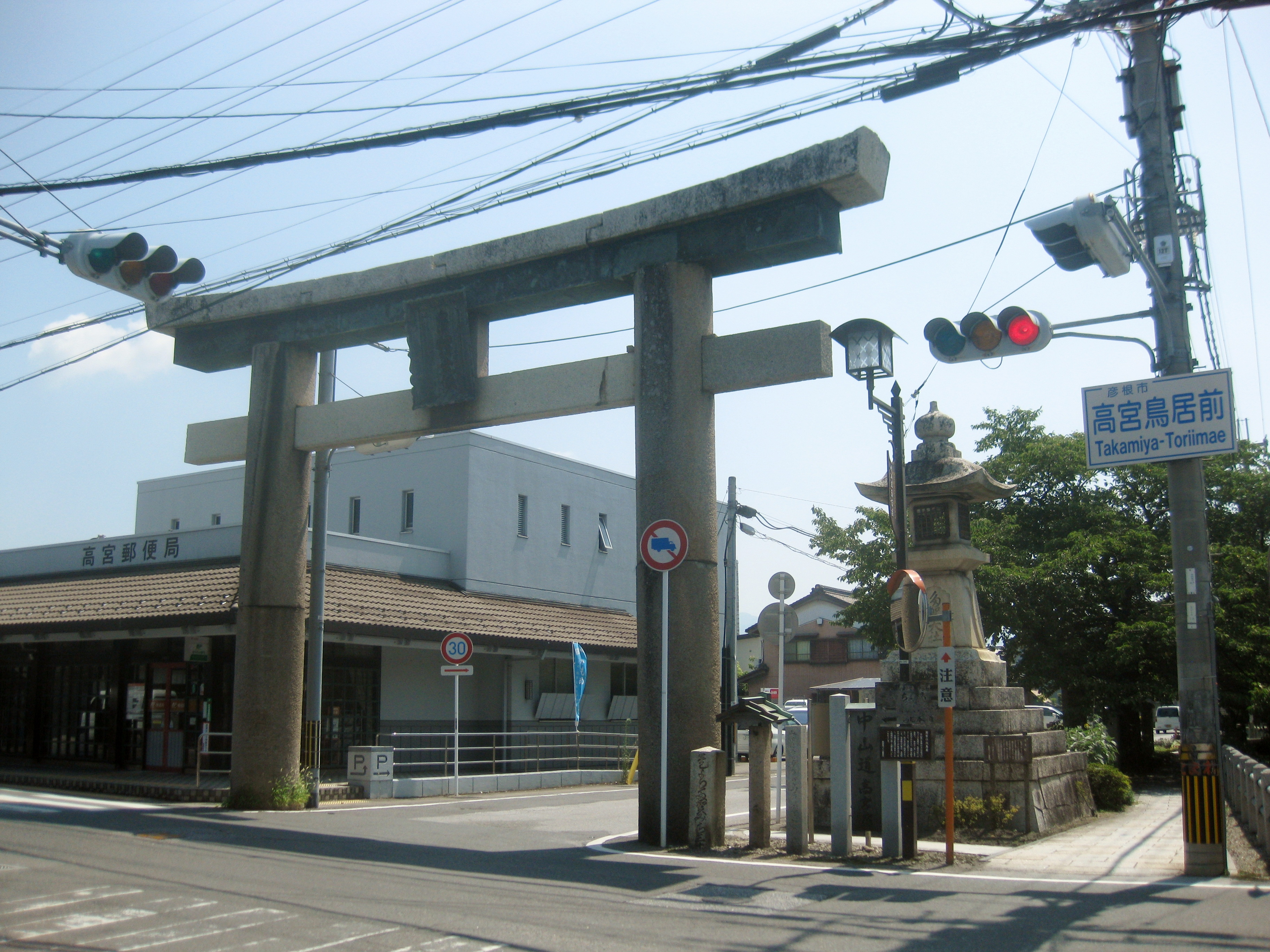
多賀大社一の鳥居。

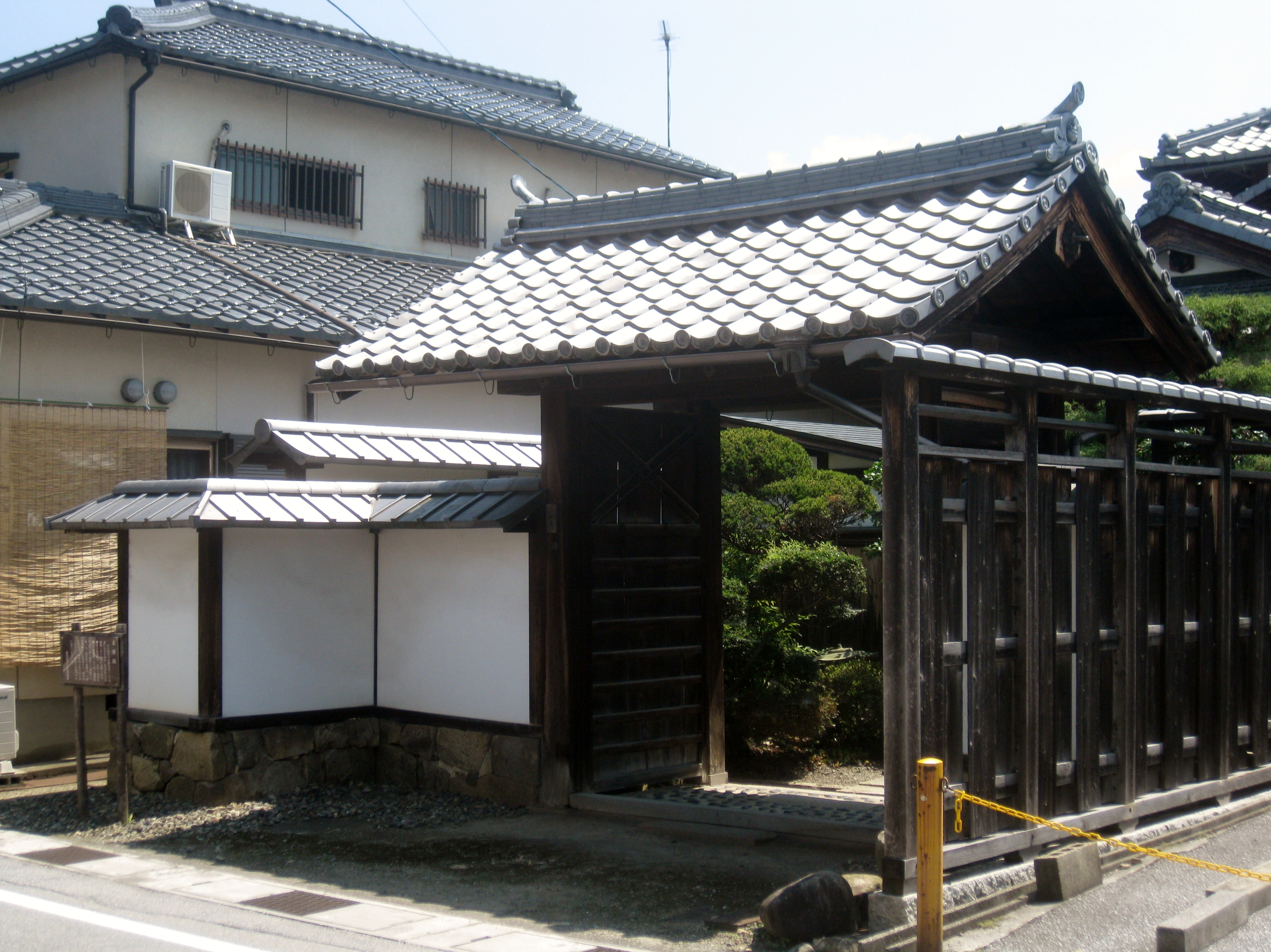
本陣跡。

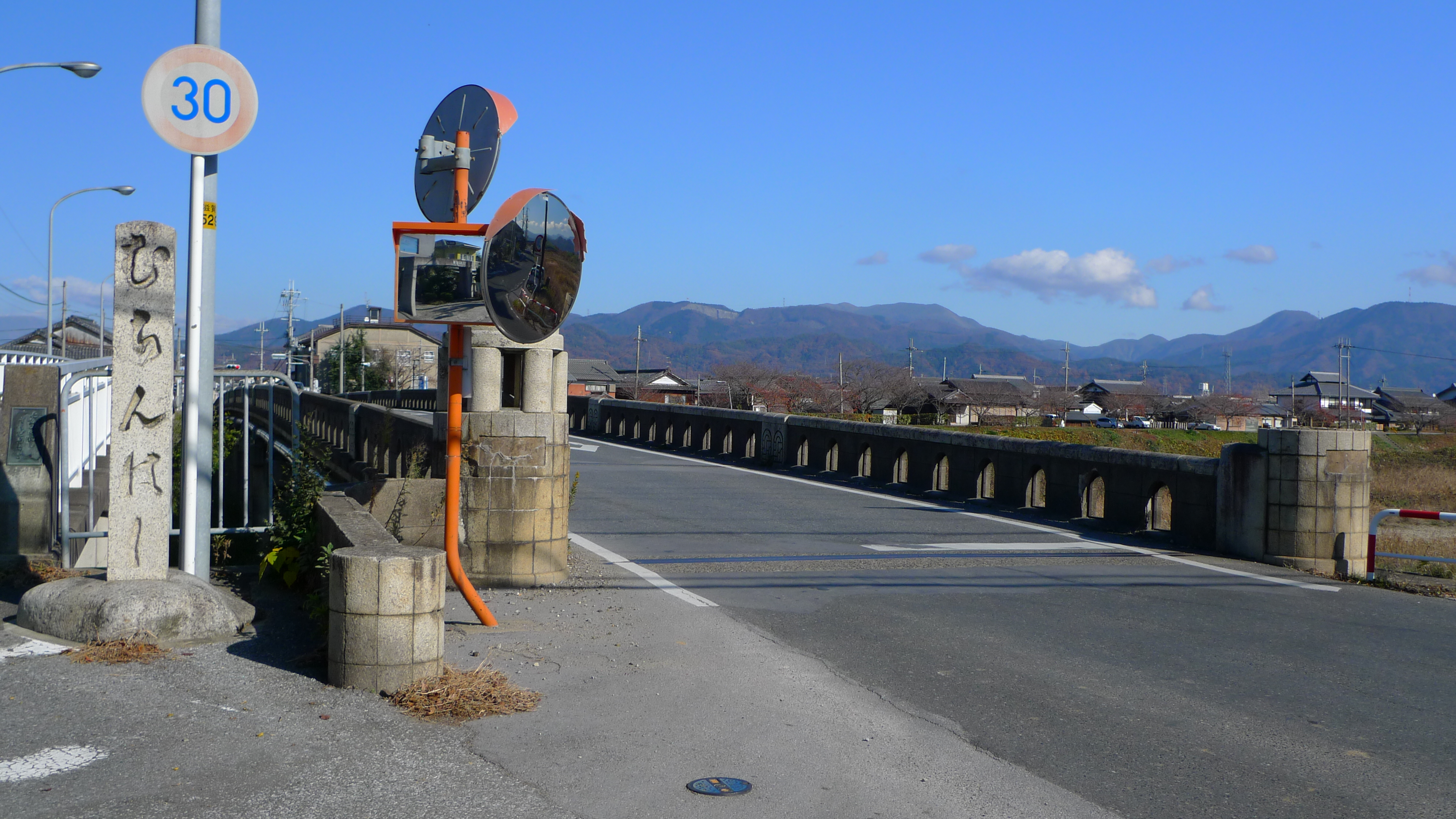
無賃橋

高宮宿（たかみやしゅく、たかみやじゅく）は、近江国犬上郡にあった中山道の64番目の宿場で、現在は滋賀県彦根市高宮町。

## 特徴
天保14年（1843年）の『中山道宿村大概帳』によれば、高宮宿の宿内家数は835軒、うち本陣1軒、脇本陣2軒、旅籠23軒で宿内人口は3,560人であった。多賀大社への最寄りの宿場であり、多賀大社の一の鳥居が昔も今も高宮宿のランドマークである。特産品は麻織物で、高宮で生産された麻織物は高宮布として近江商人を介して日本各地に流通したほか、彦根藩から将軍家への献上品にもなっていた。

## 最寄り駅
- 近江鉄道本線・多賀線 高宮駅

## 史跡・みどころ
- 大北地蔵
- 高宮布の布惣跡
- 多賀大社 一の鳥居
- 芭蕉の紙子塚
- 脇本陣跡
- ふれあいの館
- 本陣跡（表門が残る）

愛知川宿までの史跡・みどころ
- 無賃橋
- 産の宮
- 葛籠町 松並木
- やりこの郷
- 一里塚の郷（石畑）
- 那須城址
- 伊藤忠兵衛翁碑
- 伊藤忠兵衛記念館
- 金田池
- 豊会館（又十屋敷）
- 江州音頭発祥地 （千樹寺）
- 歌詰橋（藤原秀郷・平将門伝説の地）

## ゆかりの人々
- 松尾芭蕉 - 1684年（貞享元年）、小林家に宿泊。この時小林家は、新しい紙子羽織を芭蕉に送った。
- 相楽総三 - 1868年1月15日、赤報隊を率いて滞在。中山道を東に向かう。

## 隣の宿
中山道
鳥居本宿 - 高宮宿 - 愛知川宿